# KUH-1完美雄鷹直升機

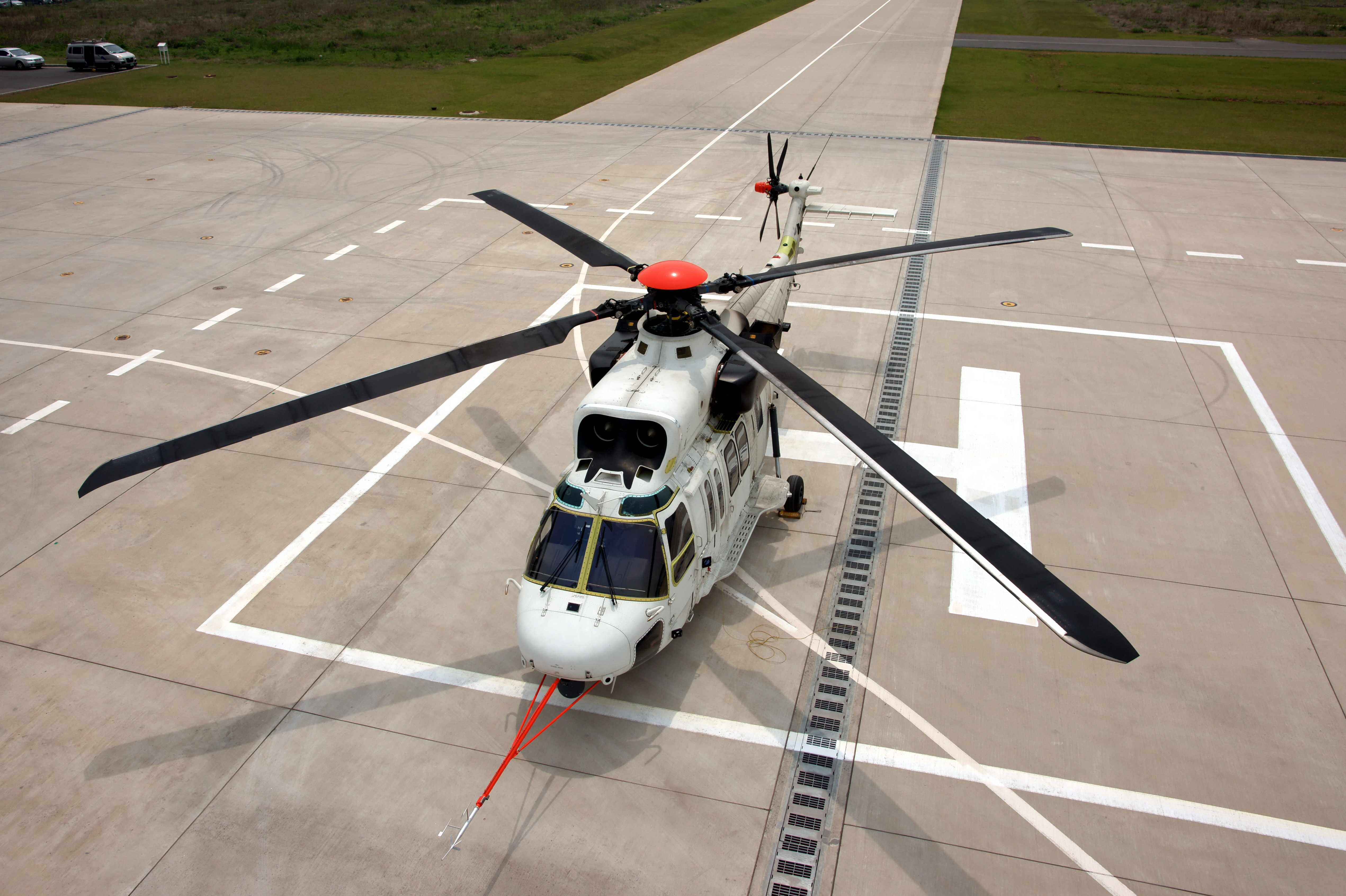
2011年KUH-1 Surion直升机的原型機

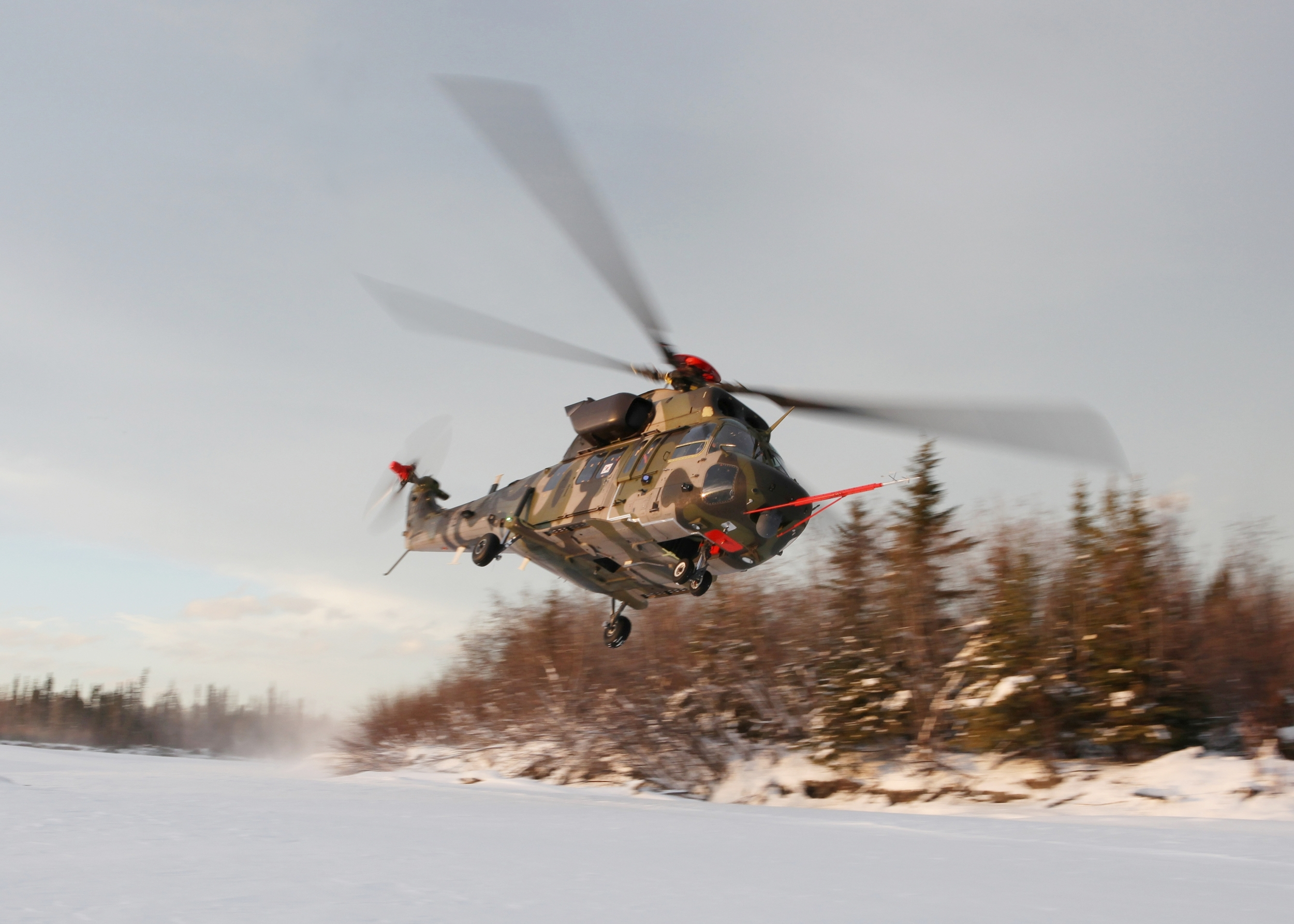
2012年在阿拉斯加進行低溫測試的KUH-1 Surion原型機

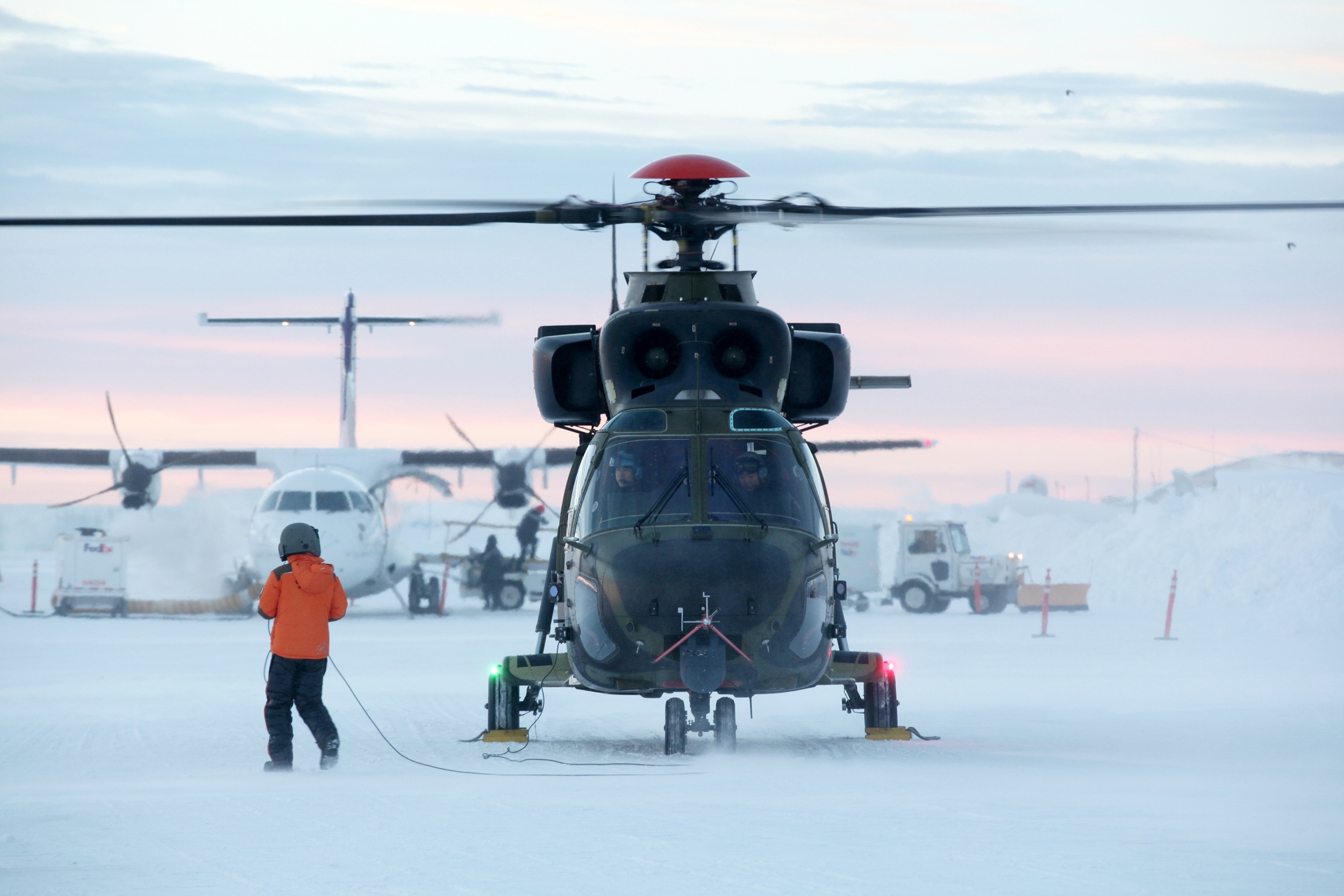
在阿拉斯加做低温测试的Surion直升机

KUH-1完美雄鷹直升機是韩国航空宇宙产业和欧洲直升机公司合作研制的双引擎直升机，为韩国首架国产新型军用运输直升机。 KUH-1完美雄鷹直升機装备有韩国国产的新式XK13通用机枪。
「Surion」（수리온）是韩国语发音。「Suri」（수리）意为“雄鹰”，「on」（온）表示“完美”，因此Surion有时也译为“完美雄鹰”或“雄鹰百分百”。KUH-1完美雄鷹研制成功使韩国继成为世界上第12个开发出超音速飞机的国家后，又成为在世界上第11个开发出直升机的国家。

## 歷史

### 研发过程
2005年12月，韓國政府決定引進歐洲直升機公司作為韓國直升機計畫－韓國通用直升機（KHP-KUH）國外主要合作夥伴，國內主要承包商是韓國航太企業；2006年6月韓國防衛事業廳與KAI及歐洲直升機公司簽約，韓國政府斥資1.35兆韩元（约合10.5亿美元）发展韩国国产直升机，用于取代韩国陆军老化的美製500MD和UH-1H直升机，1.35兆韓元佔開發計畫的84%預算，剩餘的16%預算則由KAI與歐直公司分攤。這項開發計畫在當時是韓國建國之後與非美國軍火商簽訂之最高昂的軍火合同。
歐直作為主要的合作契約商，最初計畫將由歐直工程師開發動力傳動組件、主變速箱、旋翼、尾部變速箱、旋翼主軸、飛控系統等核心零件。但是歐直並沒有獲得發動機的訂單，2006年7月KAI和通用動力簽約，導入T700渦輪軸發動機在韓國授權生產。
2007年12月，KAI與歐直公司合資成立專為KUH研發而設的子公司，KAI有51%股權、歐直有49%，由歐直方面派遣40位技術工程師協助研製KUH相關技術。2008年6月，KAI宣布KUH將在下個月出廠，但隨後出廠時間持續延宕；2009年7月31日，韩国第一架自行研制的新型运输直升机Surion在韩国航空宇宙产业庆尚南道泗川工厂出厂。。2009年8月，李明博總統主持了KUH原型機出廠典禮，2010年3月KUH直升機首飛，公眾表演在2010年5月開始。
2013年2月，KUH直升機在阿拉斯加完成低溫環境測試科目，完成所有開發並進入量產階段，2013年5月22日首批10架量產機解交韓國陸軍航空學校，開始服役。

### 事故
2018年7月17日，一架MUH-1“完美雄鹰”在慶尚北道浦項市的浦項機場墜毀，5名機上乘員死亡和1名地面人員受傷，從機場内的監視器拍下的影片显示，事故发生时，直升机的旋翼在飞行中突然脱落飞起，随后直升机坠毁。

## 設計
KUH-1直升機是一架滿載噸位近9公噸的中型多用途直升機，一般狀態會搭載4位機組人員（2位飛官、2位射手）、9位乘客。因為技術支援來自歐洲直升機公司，因此不免與該公司產品外觀近似，KUH-1的外觀混合了歐直AS332超級美洲獅直升機與歐直EC155直升機特徵，不過她的動力來源則是美國T700發動機。
KUH-1在設計初已經納入乘組員防禦需求，機身可以防禦7.62公厘步槍彈、油箱與變速箱等核心零件則可防禦14.5公厘重機槍彈頭的射擊，包括尾旋翼、主旋翼也有抗撞耐受性，而變速箱等零件也容許在無潤滑油狀態下持續運轉一定時間。發動機排氣的紅外線抑制尾管則導入欧直EC725狞猫直升机已運用的零配件。此外，KUH-1安裝了EADS開發的AN/AAR-60飛彈警告器，該組件授權LIG Nex1公司組裝。

## 型號
- KUH-1 Surion：基本型

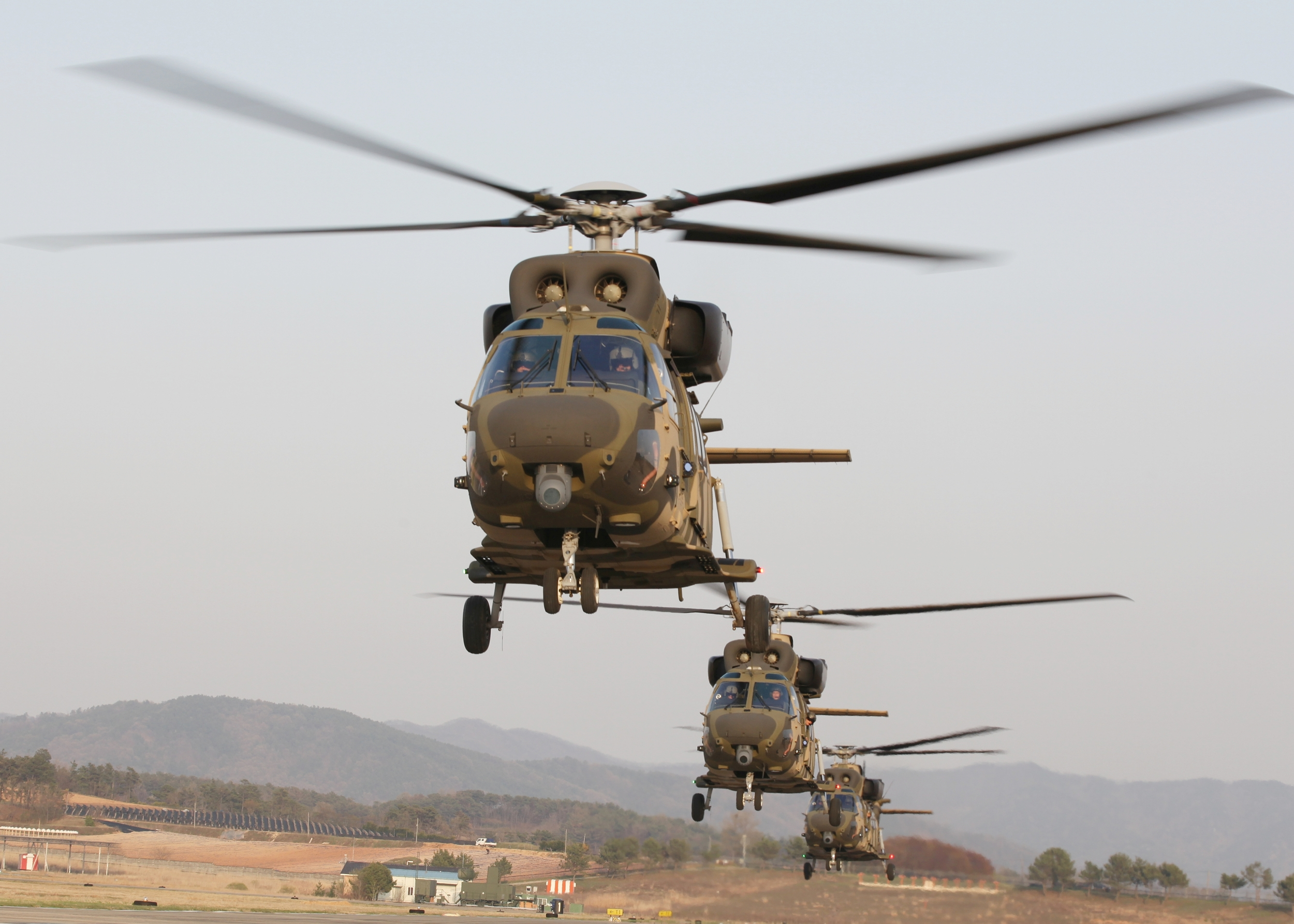
韓國陸軍KUH-1 完美雄鷹直升機

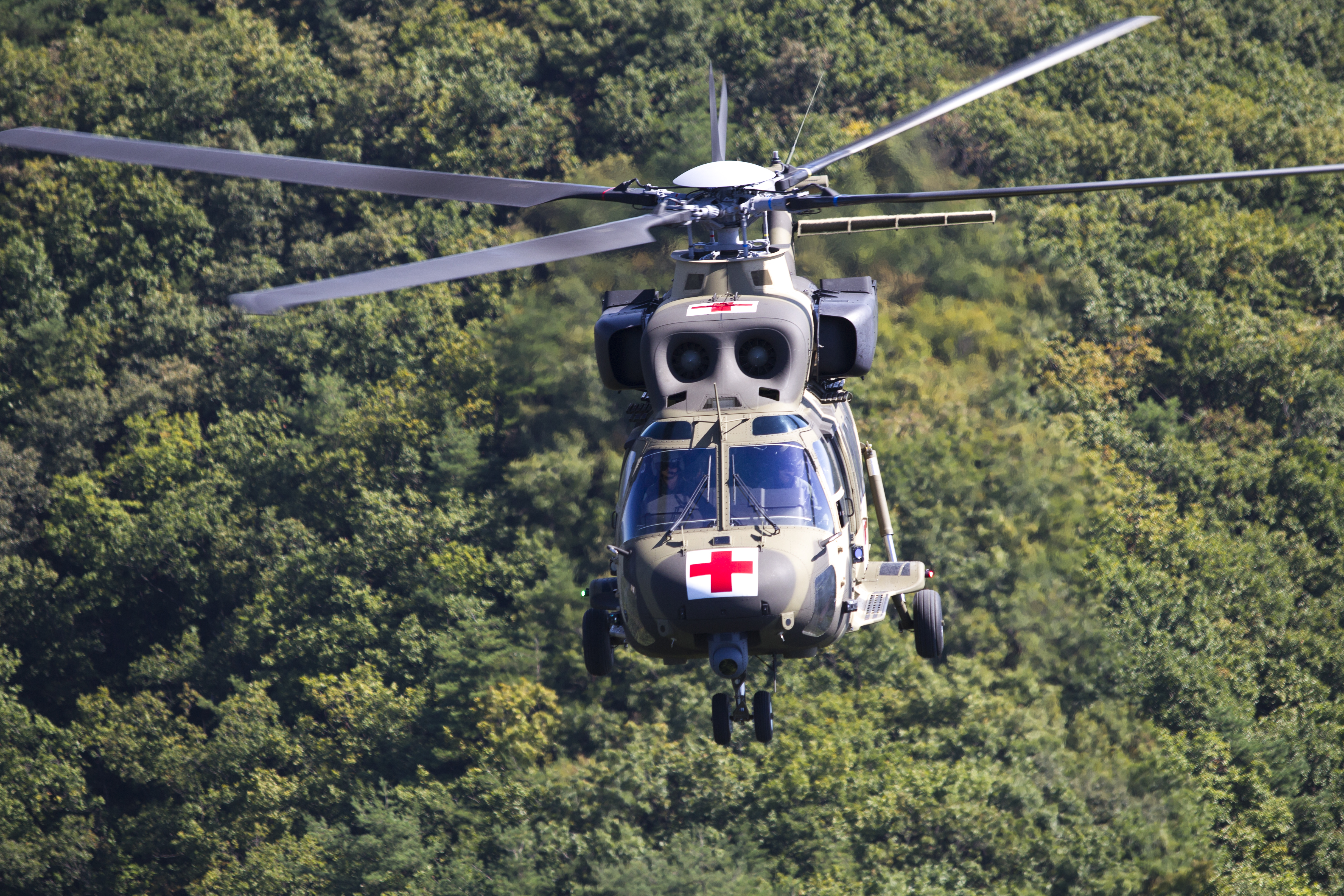
韓國陸軍KUH-1 Surion MEDEVAC 救難直升機

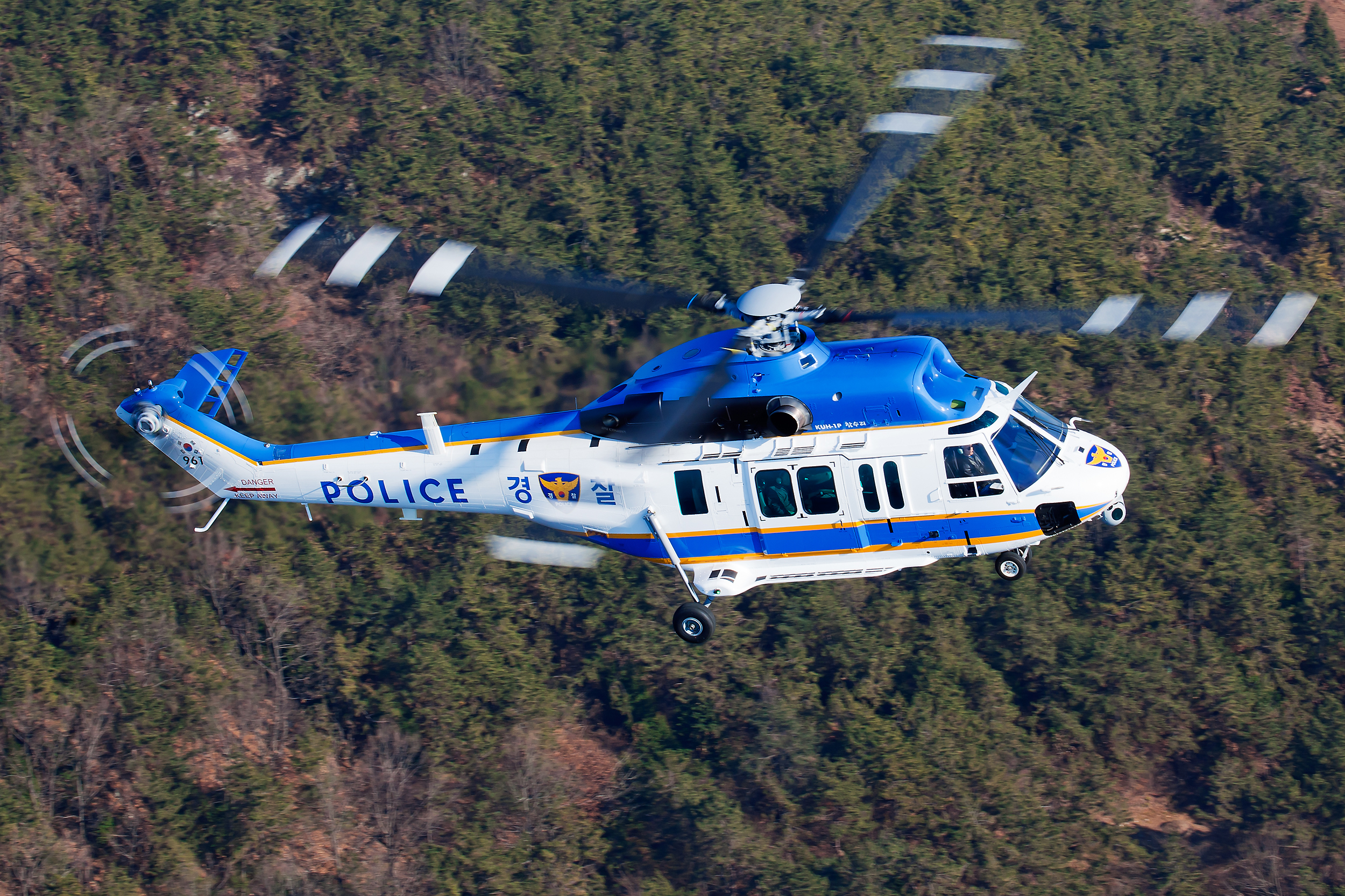
韓國警察廳 KUH-1P Chamsuri直升機

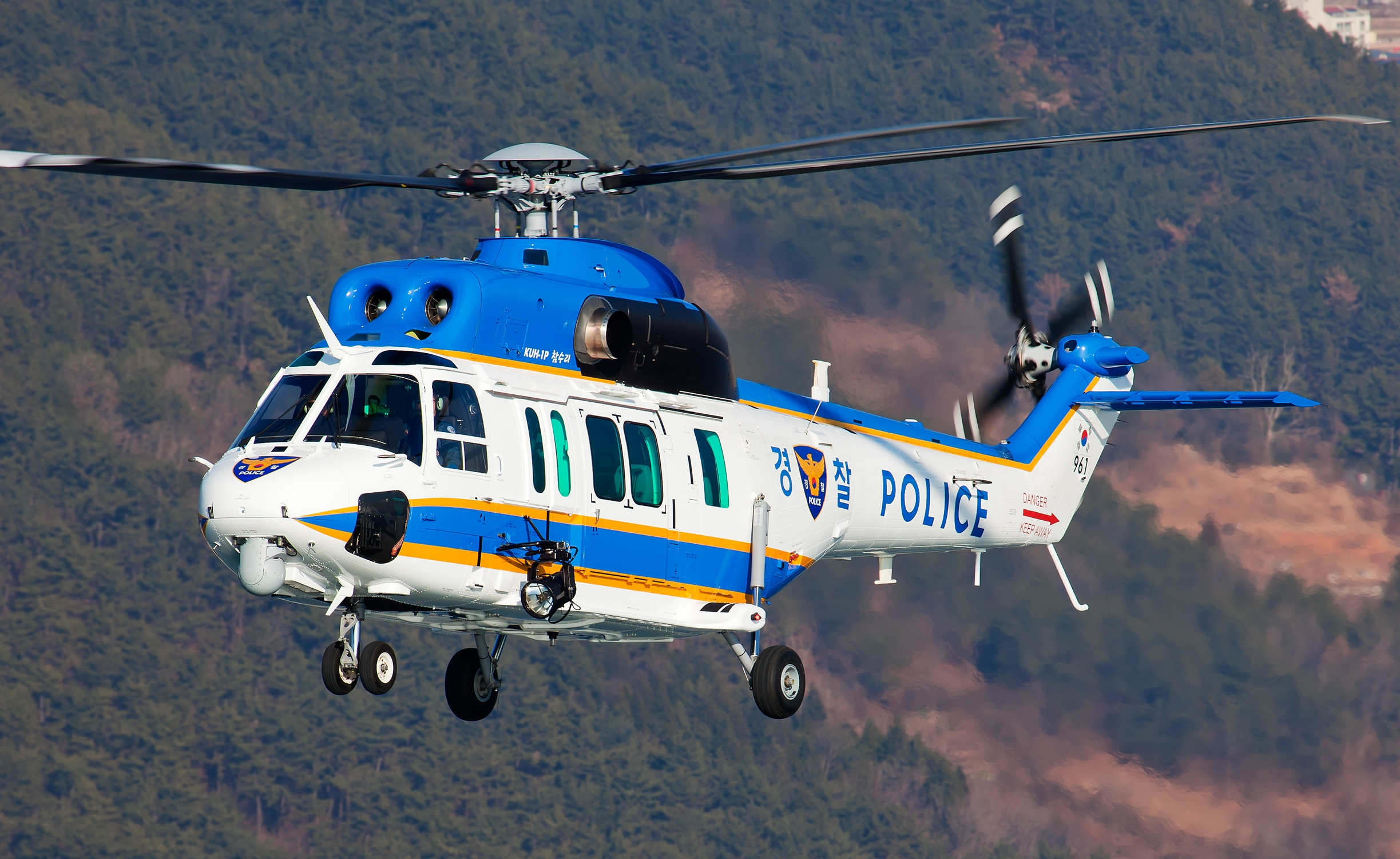
韓國警察廳 KUH-1P Chamsuri直升機

- KUH-Medevac：救難型，配備用於傷患吊掛裝置，天氣雷達，可拆卸的輔助油箱，空中防撞系統，用於治療六名患者的醫療設備以及其他通訊裝置。

- MUH-1 Marineon：大韓民國海軍陸戰隊使用的型號，2015年1月19日首飛，擁有可摺疊的主旋翼，以便於在獨島號兩棲突擊艦上操作[12]，2016年12月，韓國航空宇宙產業獲得一份海軍陸戰隊的30架的訂單。

- KUH-ASW（Anti-Submarine Warfare）：反潛直升機，配備魚雷和反艦飛彈。

- KUH-1P Chamsuri：大韓民國警察廳使用的型號。

## 爭議
研制期间，歐洲直升機公司拒绝提供一些合約允諾的核心技术，特别是旋翼桨叶设计制造技术转让给韩国。在多次协商未果的情况下，韩國决心自力研制。据说经过不断的试验与失败韩国科研人员仅用了1年的时间完成了其它国家要用7年才能完成的事情，成功研制作出长7.1米、重93千克的桨叶  。

## 性能規格
参考资料：Militaryfactory.com
基本信息
- 机组：2名飛行員 + 2 乘員 + 9載員或2名飛行員 + 15名乘客
- 容量：17

性能
- 懸停 ceiling: 2,717 m (8,915 ft)[15]

武器

- 飛彈：（預計發展）空對地飛彈

航電

GPS、INS、雷達、Digital Map、FLIR(EO/IR)、TCAS II、HTAWS、ELT、AIS、HUMS、IRS、EWC、MWR、LWR、RWR、CMDS、OBIGGS、etc.

## 使用國
- 大韓民國：
  - 大韓民國陸軍：訂購245架KUH-1完美雄鷹直升機，自2012年開始交付[16]。

- - 大韓民國海軍陸戰隊：訂購30架MUH-1 Marineon。

- - 大韓民國警察廳：6架KUH-1P Chamsuri[17]

- - 大韓民國山林廳（英语：Korea Forest Service）：

- - 大韓民國消防防災廳（英语：National Emergency Management Agency）：

- - 韓國航空宇宙產業：本身使用4架原型機和1架量產機型。

## 外部連結
- Official Website